# ناحیه هومبولت، میشیگان
ناحیه هومبولت (به انگلیسی: Humboldt Township) یک منطقهٔ مسکونی در ایالات متحده آمریکا است که در شهرستان مارکت، میشیگان واقع شده‌است.
 ناحیه هومبولت  ۴۶۴ نفر جمعیت دارد و ۴۶۳ متر بالاتر از سطح دریا واقع شده‌است.